# Friedrichshafen Ost
Friedrichshafen Ost – przystanek kolejowy we wschodniej części Friedrichshafen, w kraju związkowym Badenia-Wirtembergia, w Niemczech.
Przystanek znajduje się przy kompleksie szkół zawodowych i stadionie FC Friedrichshafen.
| Friedrichshafen Ost                    |  |                             |
| Linia Bodenseegürtelbahn               |  |                             |
| Friedrichshafen Stadtodległość: 2,7 km |  | Eriskirch odległość: 3,2 km |